# ییرژی کوختا
ییرژی کوختا (چکی: Jiří Kochta؛ زادهٔ ۱۱ اکتبر ۱۹۴۶) بازیکن هاکی روی یخ اهل چکسلواکی بود.